# Уранометрія

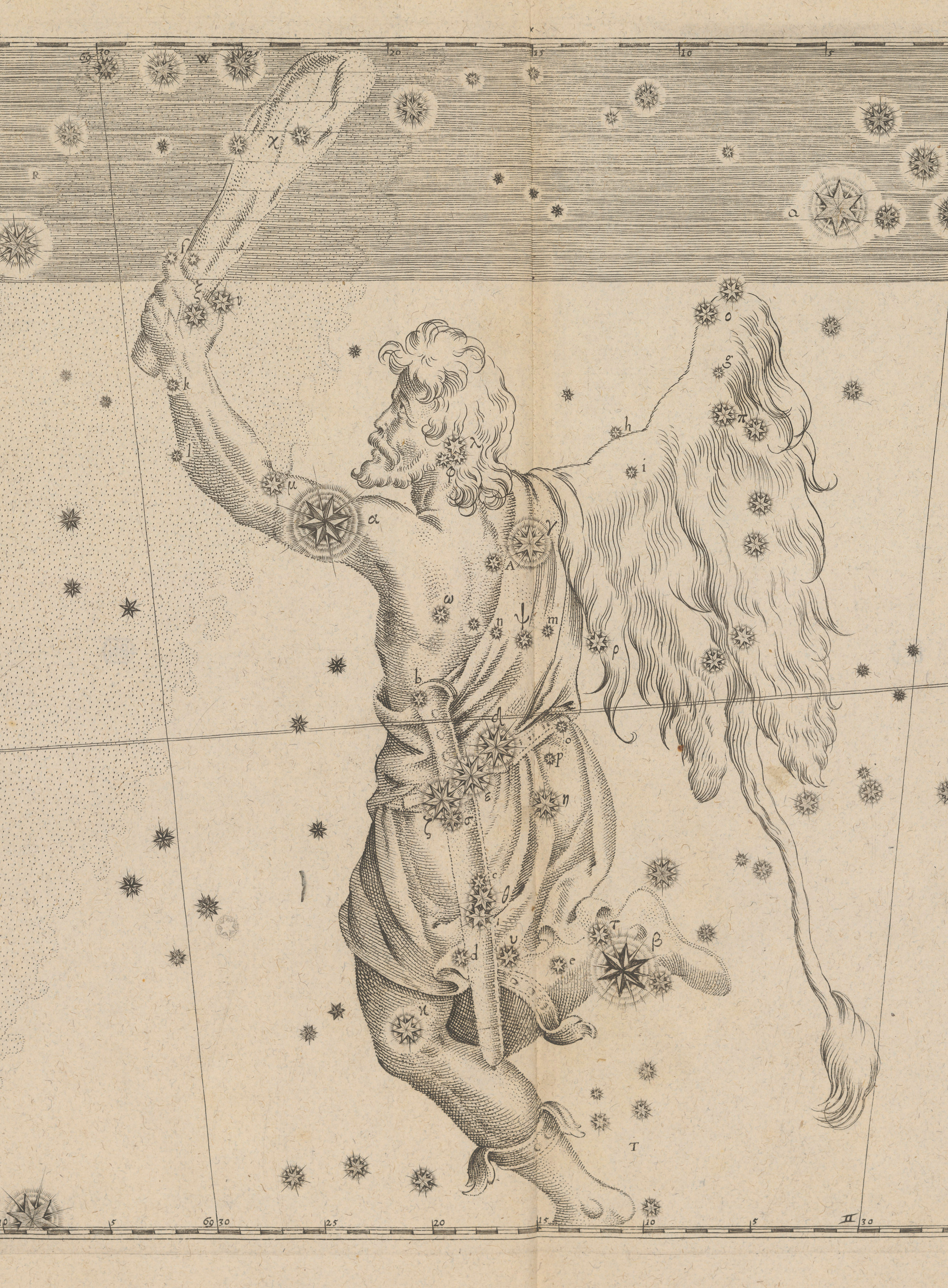
Сузір'я Оріон з атласу «Уранометрія»

«Уранометрія» (лат. Uranometria: omnium asterismorum continens schemata, nova methodo delineata, aereis laminis expressa) — атлас зоряного неба, виданий Йоганом Баєром 1603 року, перший атлас сучасного типу.
Атлас містив 51 карту зоряного неба. На перших 48 аркушах розміщено 48 сузір'їв Птолемея. На одному аркуші запропоновано 12 нових сузір'їв південної півкулі неба. Нарешті, останні 2 аркуші подають огляд північної й південної приполярних ділянок неба.
Для складання карт атласу Баєр користувався спостереженнями данського астронома Тихо Браге, видатного спостерігача свого часу. Попри те, що вони проводилися в дотелескопічну епоху, положення багатьох зір Тихо визначив із точністю до однієї кутової мінути. Так, атлас Баєра запропонував новий стандарт точності небесного картографування для своєї епохи.
За традицією й астрономічною практикою того часу атлас містив зображення міфологічних персонажів сузір'їв. Астрономи продовжували користуватися описовим принципом, позиціонуючи небесні об'єкти за частинами уявної фігури на небі. Мідні гравюри Баєра були взірцем художнього оформлення зоряних атласів.
Подібно до інших зоряних атласів того й ранішого періоду, атлас Баєра будувався на екліптичній системі небесних координат. Однак застосовувався не сучасний 360-градусний поділ екліптики, а звичний у той час астрологічний, заснований на 30-градусних секторах знаків Зодіаку. Через кожні 30 градусів проведено вертикальні ліні, що обмежують знаки Зодіаку й сходяться біля полюсів екліптики. Поля карт прокалібровано через кожний градус. Для побудови атласу застосовано прямолінійну картографічну проєкцію (яка тепер називається трапецієподібною). Вона дозволяє розраховувати положення зір шляхом звичайної інтерполяції.
В атласі вперше було застосовано позначення зір літерами грецької абетки (α, β, γ …) Ці позначення збереглися в астрономії й досі.

## Нові сузір'я
Доба великих географічних відкриттів XVI століття, далекі морські експедиції, дослідження нових морських торгових шляхів і, відповідно, нові навігаційні завдання поставили перед астрономами завдання картографування південної півкулі небесної сфери, мало дослідженої до того часу. Одним з ініціаторів таких робіт був голландський учений-богослов Петер Планціус, радник зі спорядження морських експедицій. За його дорученням під час плавання голландського капітана Фредеріка де Гаутмана в Південно-Східну Азію навколо мису Доброї Надії в 1595–1596 роках, його головний штурман Пітер Дірксзун Кейзер (лат. Петрус Теодорі) склав каталог 135 найяскравіших зір південного неба, недоступних для спостереження в Північній півкулі, розподілив їх на 12 характерних груп і дав кожній символічну назву[джерело?]. 1598 року на небесному глобусі Планціуса вперше з'явилися нові фігури сузір'їв.
Ці 12 сузір'їв було нанесено на карти «Уранометрія» Баєра. Завдяки популярності атласу вони стали загальноприйнятими й традиційно приписуються самому Баєру. Це перша поява групи нових сузір'їв після птолемеєвого Альмагеста. Вона доповнила сузір'я, відомі з античності, і збереглася дотепер.